# Vasserheide en Vassergrafveld
De Vasserheide en Vassergrafveld is een 26 hectare groot heide- en bosgebied ten zuiden van Vasse. Het terrein is in bezit van de Vereniging Oudheidkamer Twente.
Op de Vasserheide en het grafveld zijn veel grafheuvels die grote archeologische waarde hebben. De grafheuvels zijn gerestaureerd. De grafheuvels stammen uit de periode tussen 4000 en 2500 voor Christus. Behalve grafheuvels zijn er ook gewone graven aangetroffen, de jongste graven dateren uit de ijzertijd. De grafheuvels en hun omgeving zijn aangewezen als Rijksmonument.

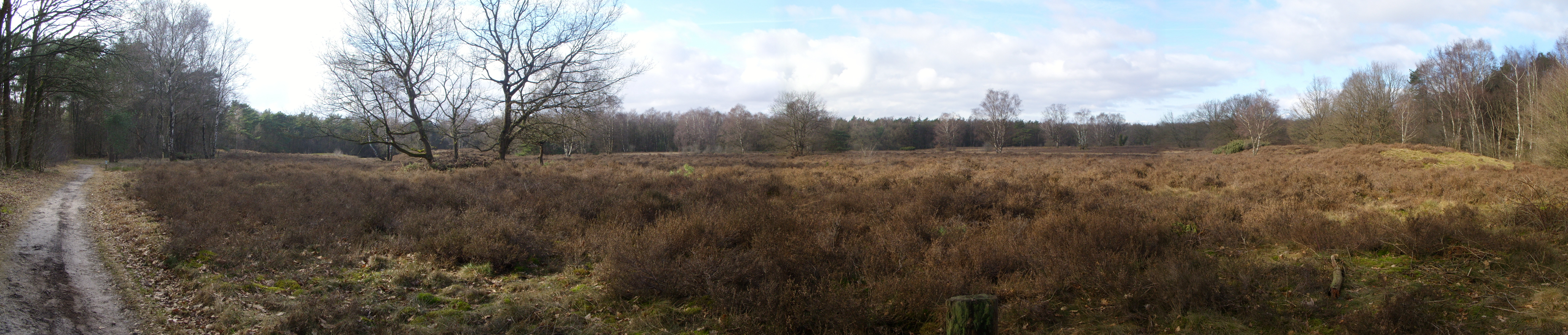
Panorama van de Vasserheide en Vassergrafveld

## Referentie
ANWB Archeologiegids Nederland, 1998, ISBN 9018008540